# 蔡宜芳 (政治人物)
蔡宜芳（1990年12月3日—），中華民國政治人物，台灣民眾黨籍。為國立新竹教育大學（今併入國立清華大學）應用數學系學士、國立高雄師範大學光電與通訊碩士畢業，現於國立清華大學材料工程博士班就讀。曾任臺北市政府社會局機要秘書。2018年參選高雄市議員時於網路及媒體間有「爆乳甜姊兒」、「美女參選人」等綽號，2019年代表台灣民眾黨參選台北市信義南松山立委，選後任職台灣民眾黨立法院黨團助理。

## 早年
蔡宜芳生於台灣高雄市鹽埕區，求學時期就讀高雄當地的忠孝國小、苓雅區的道明中學，課業上雖然喜歡文學，但考慮到將來就業及本身較擅長數理，大學決定選擇就讀國立新竹教育大學（今清華大學南大校區前身）應用數學系。大學時期參加系學會及學生會活動，課餘時間到五分埔地區夜市批貨販售飲料及衣服、擔任一般家庭教師、出任聯華電子弱勢課輔講師。畢業後考入國立高雄師範大學光電與通訊研究所，曾透過產學合作參與智慧城市規劃，獲任遠東集團經理職。亦成為國際澧鈺獅子會副會長。碩士畢業後，考入國立清華大學材料工程博士班。

## 政治參與

### 2018年高雄市議員選舉
2018年蔡宜芳以無黨籍身份參與高雄市議會第六選區（鼓山、鹽埕、旗津）議員選舉，穿著一身白色性感婚紗登上看板，自稱要「嫁給高雄」；10月10日，於雙十節當日以青天白日紅旗裝，手舉「台灣國」再度成為網路及媒體的關注焦點。競選間提出爭取旗鼓鹽育成中心、架構智慧停車網及加裝路口監視器、開辦老人課程及共餐活動、提升旗鼓鹽公立托育比例、改善高雄道路品質、建立整合平台活化閒置公共設施等政見。選舉結果獲得8,779票、得票率7.89%，未能當選。

#### 得票一覽
| 2018年直轄市市議員選舉（高雄市第6選區） | 2018年直轄市市議員選舉（高雄市第6選區） | 2018年直轄市市議員選舉（高雄市第6選區） | 2018年直轄市市議員選舉（高雄市第6選區） | 2018年直轄市市議員選舉（高雄市第6選區） | 2018年直轄市市議員選舉（高雄市第6選區） | 2018年直轄市市議員選舉（高雄市第6選區） |
| 號次                                    | 候選人                                  | 性別                                    | 政黨                                    | 得票數                                  | 得票率                                  | 當選標記                                |
| --------------------------------------- | --------------------------------------- | --------------------------------------- | --------------------------------------- | --------------------------------------- | --------------------------------------- | --------------------------------------- |
| 1                                       | 麥郁馨                                  | 女                                      | 無黨籍                                  | 784                                     | 0.70%                                   |                                         |
| 2                                       | 李喬如                                  | 女                                      | 民主進步黨                              | 19,618                                  | 17.64%                                  |                                         |
| 3                                       | 洪正                                    | 男                                      | 基進黨                                  | 7,022                                   | 6.31%                                   |                                         |
| 4                                       | 陳美雅                                  | 女                                      | 中國國民黨                              | 25,640                                  | 23.05%                                  |                                         |
| 5                                       | 簡煥宗                                  | 男                                      | 民主進步黨                              | 16,764                                  | 15.07%                                  |                                         |
| 6                                       | 王福全                                  | 男                                      | 無黨籍                                  | 170                                     | 0.15%                                   |                                         |
| 7                                       | 江敏榕                                  | 女                                      | 無黨籍                                  | 1,671                                   | 1.50%                                   |                                         |
| 8                                       | 蔡宜芳                                  | 女                                      | 無黨籍                                  | 8,779                                   | 7.89%                                   |                                         |
| 9                                       | 周佳錚                                  | 女                                      | 無黨籍                                  | 4,978                                   | 4.48%                                   |                                         |
| 10                                      | 鄭如君                                  | 女                                      | 無黨籍                                  | 1,368                                   | 1.23%                                   |                                         |
| 11                                      | 蔡金晏                                  | 男                                      | 中國國民黨                              | 24,428                                  | 21.96%                                  |                                         |

### 加入柯文哲團隊
蔡宜芳在高雄議員落選後，毛遂自薦，透過寄信到臺北市政府信箱的方式，加入了臺北市長柯文哲團隊，後負責陳思宇的臺北市第二選舉區（士林、大同區）立委補選輔選工作；1月27日立委補選結束後，獲任為臺北市政府社會局機要祕書。2019年柯文哲創立台灣民眾黨後，蔡宜芳也加入該黨。

### 2020年立法委員選舉
台灣民眾黨推薦蔡宜芳參選2020年國會選舉的臺北市第七選區立法委員（信義、南松山），對戰國民黨的費鴻泰、民進黨的許淑華、時代力量的陳雨凡，輿論將蔡宜芳貼上「變心」標籤，作家管仁健等批評道，原本宣稱要「嫁給高雄」的蔡宜芳，卻效法韓國瑜專程跑來臺北參選。
9月時，陳雨凡宣布退選，希望支持自己的選民改支持民進黨的許淑華以求整合，拉下國民黨立委費鴻泰。蔡宜芳痛批陳雨凡，與他黨協調就是「為了利益，把黨的靈魂交換掉。」
10月2日，蔡宜芳與柯文哲、鴻海集團創辦人郭銘一同拍攝選舉定裝照，3日於臉書公開，獲得大量網友按讚支持。同日，柯文哲在媒體上痛罵總統府祕書長陳菊「不是你上半生坐過牢，下半生就可以為非作歹」，引發論戰。代表民進黨參選中山、北松山立法委員的候選人吳怡農表示，五年前他將選票投給柯文哲，但很遺憾，「現在的柯市長已經完全背離人民當初賦予他的深切期待」；蔡宜芳反擊，「我要和吳怡農先生說：柯文哲主席說的是事實，不是抹黑；柯文哲仍然是五年前那個說話直白的柯文哲，一直沒變」，但民進黨變了、陳菊變了，「現在的陳菊，讓40年前的陳菊失望了，也讓我失望！」
10月30日，蔡宜芳呼應萬聖夜，打扮成卡通人物，在一所小學前拜票宣傳，並發糖果給小朋友們，讓家長痛批「孩子們根本沒有投票權，不應該在校園散播任何政治色彩，請你尊重家長好嗎？」台灣民眾黨發言人林珍羽澄清，蔡宜芳起初是發面紙，不是要主動發糖果，但在校園附近進行競選活動確實不恰當，造成社會觀感不佳，對家長們造成困擾，感到抱歉。10月31日蔡宜芳表示對手國民黨立委費鴻泰年邁，應該退休享受臺北市老人福利，換年輕人來服務他。
選舉結果，費鴻泰以6,025票之差擊敗許淑華，順利連任。蔡宜芳拿下的一萬七千多票，則被媒體認為是「關鍵少數」，影響了許淑華的選情。對此，柯文哲向媒體表示：「民進黨都已經過半了還不滿足？」又說：「許淑華會贏，那不可能啦！」此外，未有進一步回應。

#### 得票一覽
| 2020年第10屆立法委員選舉（臺北市第7選區） | 2020年第10屆立法委員選舉（臺北市第7選區） | 2020年第10屆立法委員選舉（臺北市第7選區） | 2020年第10屆立法委員選舉（臺北市第7選區） | 2020年第10屆立法委員選舉（臺北市第7選區） | 2020年第10屆立法委員選舉（臺北市第7選區） | 2020年第10屆立法委員選舉（臺北市第7選區） |
| 號次                                      | 候選人                                    | 性別                                      | 政黨                                      | 得票數                                    | 得票率                                    | 當選標記                                  |
| ----------------------------------------- | ----------------------------------------- | ----------------------------------------- | ----------------------------------------- | ----------------------------------------- | ----------------------------------------- | ----------------------------------------- |
| 1                                         | 王映心                                    | 女                                        | 台灣基進                                  | 1,979                                     | 1.07%                                     |                                           |
| 2                                         | 蔡宜芳                                    | 女                                        | 臺灣民眾黨                                | 17,435                                    | 9.48%                                     |                                           |
| 3                                         | 費鴻泰                                    | 男                                        | 中國國民黨                                | 85,082                                    | 46.28%                                    |                                           |
| 4                                         | 許淑華                                    | 女                                        | 民主進步黨                                | 79,057                                    | 43.00%                                    |                                           |
| 5                                         | 蘇伊文                                    | 女                                        | 言論自由聯盟                              | 290                                       | 0.16%                                     |                                           |

## 言論及爭議

### 護航共諜說
澳洲媒體披露「王立強」共諜事件，並指出中共利用各種手段介入臺灣選舉，影響臺灣民主政治，朝野研訂「反滲透法」反制，蔡宜芳認為不應該「只針對中國」，還在中天電視中指出「臺灣除了有共諜，難道沒有CIA？有中共資金介入，難道沒有美國的資金？……要查就要不分統獨，全部查出來…」，引爆非議，臺灣基進發文痛批「扯，替共諜案轉移焦點，這就是民眾黨候選人的素質嗎」？部分親綠網友民也不滿她「敵我不分」，怒斥「白色恐怖時期臺灣有多少菁英被國民黨消失，請問民進黨執政有任何人被消失嗎？完全是錯誤類比，歷史要不要重讀？跟你老闆一樣消費白色恐怖」、「美國有危害臺灣國安嗎」、「美國有說臺灣是美國的嗎？有用上千顆飛彈對著我們嗎？有用極權壓迫人民嗎？」，但亦有反面意見認為這些網友邏輯有誤，將過去白色恐怖時期一再重提才是消費，而且台灣現況仍為中華民國，依據中華民國憲法，美國資金影響台灣台獨亦為影響中華民國國安，且多數綠營網民並未去過美國，也不了解美國政府現況，用美國政府有用極權壓迫人民當理由為以管虧天。

### 肥皂賄選說
由於中選會規定選舉宣傳品價值不得超過新臺幣30元，蔡宜芳影射隔壁選區的民進黨立委參選人吳怡農宣傳品「兩塊肥皂」有賄選嫌疑，還嗆說「檢調單位，你們敢查嗎？」甚至表示自己拿了兩塊肥皂，1塊如果沒超過15元「敢用嗎」，有網友直接打臉「蔡宜芳不敢，我敢！」網友們還查出，市面上知名品牌的香皂一塊不到10元，紛紛留言「這位大小姐都用一顆幾百元的香皂？」、「肥皂15元可以買到很不錯的吧」、「要打之前也先繞一下大賣場」。管仁健稱，知名品牌麗仕香皂，大賣場往往是賣八元，甚至還有更低的價格 ，柯文哲為她緩頰，講100句話沒有辦法每一句都對，「我媽媽每次說吃飯都會咬到舌頭，當作她咬到舌頭就好」。媒體追問，蔡宜芳在講完爭議事件後，竟消失讓媒體找不到人，柯文哲笑說，「啊不然講完有爭議話題，要讓你找到？她有這麼笨？」，蔡宜芳說，因肥皂並非是吳怡農所製作，而是民進黨中央黨部為所有區域立委參選人製發的，她必須向吳怡農道歉；但無論是10元或15元香皂，對只有面紙可發的參選人，都無法想像。吳怡農表示，新人出來選都比較辛苦，但不表示可以打負面選戰，蔡宜芳後來面對鏡頭向吳怡農道歉，激動落淚。對於此事，有批踢踢網友罵她「母豬」、「賤畜」，蔡宜芳決定對這些發表網路霸凌言論的帳號報警提告。

### 與張益贍進摩鐵事件
2020年3月，《周刊王》報導蔡宜芳與已婚的時任臺北市文化基金會副執行長張益贍發生婚外情，儘管蔡宜芳否認，但臺灣乃至香港各大報皆刊登了該指控，並且已成為公眾醜聞。
張益贍比蔡宜芳大了二十歲，已婚並育有女兒，女兒只比蔡宜芳小五歲。依照《周刊王》跟拍顯示，兩人多次出入汽車旅館（摩鐵），且在車上有親密動作，張益贍原不承認兩人偕赴摩鐵，之後改稱自己與蔡宜芳只是多次去摩鐵「討論公事」，蔡宜芳亦表示兩人是在摩鐵「開會」。
3月11日，臺灣民眾黨立委蔡壁如公開表示，蔡宜芳已經哭泣坦承與張益贍的戀情。張益贍是蔡宜芳「選舉時的保母」，蔡壁如則戲稱「保母太盡責了」，會討論是否將目前擔任黨團助理的蔡宜芳調職。蔡宜芳父親認為，女兒學歷很高，絕對不可能會主動當小三，破壞他人家庭，一定是男方主動追求，期盼社會放過蔡宜芳。
3月15日，蔡宜芳表示絕無「認愛」一說，強調，「沒有發生的事就是沒有發生」，跟張益贍只是朋友，蔡宜芳聲明稱，「個人因與友人相處過度親近，逾越朋友之間應有之份際，造成家人困擾，深感抱歉，未來謹守朋友份際。」還引用韓劇《愛的迫降》台詞喊冤。蔡宜芳還表示，立委蔡壁如受訪時提到蔡宜芳痛哭坦承戀情一事，是部分媒體與網路的誤解。律師李怡貞指出，證據不夠，告不成通姦罪，但認為「囂張的小三真的讓人憤怒，感覺有點把大家當瞎眼白癡。」
案外案
在蔡宜芳與張益贍疑似婚外情被揭露的同時，桃園市議員王浩宇指控，稱張益贍與蔡宜芳曾代表臺灣民眾黨，找時為綠黨重要幹部的他結盟，以負面選舉策略，要拉下時代力量與黃國昌。並出示張益贍曾說「我會請黨部打你不打時力」等通訊軟體對話圖片內容佐証 。臺灣民眾黨則稱，張益贍的作為是其個人舉動，違反正直誠信，與黨中央無關，對張益贍開除黨籍處分。但臺灣民眾黨認定，蔡宜芳參與程度尚輕，惟知情不報任其發展，亦屬傷害黨譽之違紀事項，對蔡宜芳處以停權一年之處分。
王浩宇還爆料，蔡宜芳代表民眾黨參選立委時，王浩宇曾在臉書誇蔡宜芳「很可愛」，王浩宇與蔡宜芳有一系列受到外界矚目的微妙互動，「 包含我跟宜芳在電梯裡面的照片、一起上政論節目互撩、擺拍吃飯的照片，互相在臉書上針對議題討論，都是宜芳陣營那邊拜託的 」，王浩宇還貼出和張益贍去年的對話截圖，證實此項操作，張益贍也參與其中。
蔡宜芳與張益贍爆發如此多事件之後，許多台灣民眾黨支持者不滿對蔡宜芳處分過輕，認為應該將蔡宜芳退黨，支持者們為表達抗議，紛紛退出「柯文哲粉絲後援會」、「柯粉俱樂部」等社群網站社團，柯文哲表示，他猶豫要不要對蔡宜芳「趕盡殺絕」。柯文哲最後寄信向黨員們道歉，「這一年來，幕僚們常提醒我，有所謂『掉粉』現象，甚至『柯粉』轉『柯黑』。」談到有關蔡宜芳，直言很多黨員認為處罰太輕，但對於年輕人，很多政治的分際並不了解，黨也要負一定的責任。並稱會繼續完善黨內制度等。

### 告錯人事件
蔡宜芳評論王立強事件以及批判吳怡農「兩塊肥皂」，被網路鄉民諷刺，蔡宜芳因此怒控幾十個鄉民，目前全國各地檢署19件偵結案件中，有14人因檢察官認為無犯意而不起訴，3人已和解而不起訴，只有2人被起訴。臺北地檢署又偵結一件，是蔡宜芳又指控一名蘇姓男子留言罵她。蘇男在網上稱：「意外嗎？柯也是被美國拒絕的人啊。柯還是看看身心科吧，只要不捧你的人，每個你都像瘋狗一樣去咬。白癡柯粉，中、美都有情報人員在台。」但檢察官調查後後，認為蘇男所罵的對象維柯文哲，並非蔡宜芳，因而決定不起訴。

## 個人生活
父親蔡崇銘原為警員，退休後成為連任三屆的高雄市鹽埕區中原里里長，民主進步黨籍。

## 軼事
- 蔡宜芳自認非常貌美，參選高雄市議員時曾經公開向選民拉票，哭著說：「我，沒什麼比別人差的，長得比別人更漂亮，每一樣都比別人更好，是為什麼不能，不能給我一個機會呢？」[12][53][54]。蔡宜芳在節目上公開表示，有支持者想要跟她結婚，並表明結婚之後會拿新台幣五千萬元給蔡宜芳做政治獻金，她不堪其擾，最後嚇到搬家[8][55]。

- 根據週刊報導2022年6月，當時三顧股份有限公司邀大股東在海峽會餐敘，大同公司副董事長吳振隆、名媛何麗玲都受邀出席，現場還安排那卡西樂隊助興，氣氛相當熱絡，後來與三顧副董事長陳宗基一起前來的三顧女員工A女，和曾代表民眾黨參選立委的蔡宜芳，傳出爭風吃醋在廁所大打出手[56]。